# Stein (Schiff, 1972)
USS Stein (DE/FF-1065) war eine bis zum 1. Juli 1975 als Geleitzerstörer klassifizierte  U-Jagd-Fregatte der Knox-Klasse der United States Navy. Sie war benannt nach Private Tony Stein, USMC, der während der Schlacht um Iwojima fiel. Das Schiff diente von 1972 bis 1992 in der US-Marine; seit 1997 wird es von der mexikanischen Marine eingesetzt.

## Geschichte
Die Kiellegung der Stein erfolgte am 1. Juni 1970 bei Lockheed Shipbuilding in Seattle, Washington. Nach der Schiffstaufe lief das Schiff am 19. Dezember 1970 vom Stapel, die Indienststellung fand am 8. Januar 1972 statt. Im April 1973 begann nach weiteren Ausrüstungen und Erprobungen der erste Einsatz im Pazifik, ihm folgten acht weitere. Die Stein war Teil der US-Flotte während der Geiselnahme von Teheran und wurde während des Iran-Irak-Kriegs mehrfach in der Golfregion eingesetzt. 1987 umrundete die Fregatte den Globus. Während der Operation Desert Storm gehörte sie ebenfalls zur amerikanischen Angriffsflotte.
Nach fast 20 Jahren Dienstzeit wurde das Schiff am 19. März 1992 außer Dienst gestellt und der Reserveflotte zugeteilt. Am 11. Januar 1995 wurde es aus dem Naval Vessel Register gestrichen. Am 29. Januar 1997 wurde die ehemalige Fregatte an Mexiko verkauft, das sie als Ignacio Allende bis heute einsetzt.

## Zwischenfall mit einem Riesenkalmar
Während einer Werftüberholung der Stein im Jahr 1977 in San Diego wurde festgestellt, dass der Gummischutzüberzug des Sonarwulstes des AN/SQS-26-Bugsonars beschädigt war. Etwa acht Prozent der Gesamtfläche des Gummischutzes waren hierbei streifenförmig aufgerissen worden. Bei Untersuchung konnten entlang der Ränder dieser Risse Fragmente von etwa zwei Zentimeter langen Zähnen festgestellt werden, wie sie an den gezahnten Saugnäpfen von Riesenkalmaren vorkommen. Wann die Attacke stattgefunden hatte, konnte nicht sicher eruiert werden.